# 梅斯克瓦基族

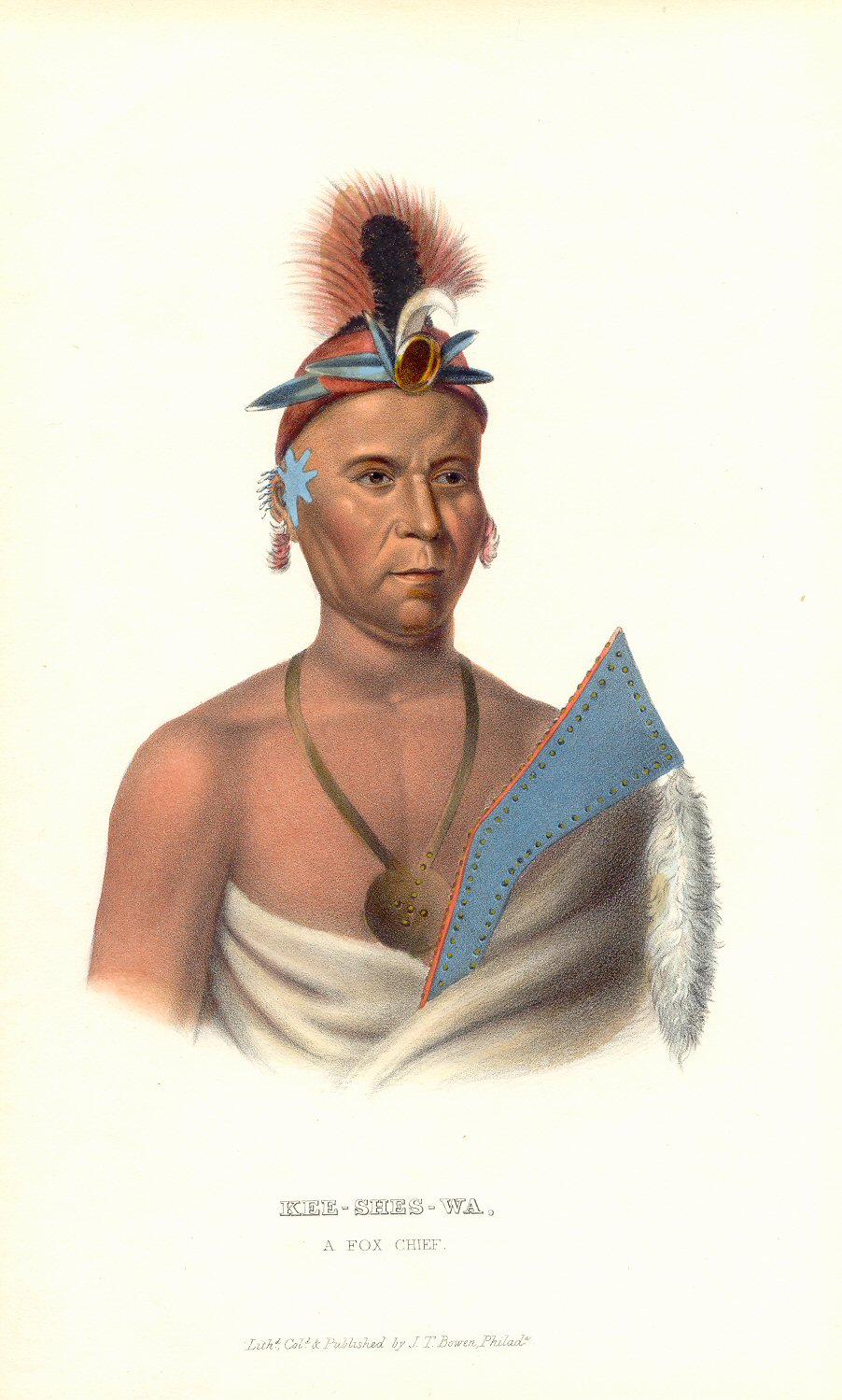
「Kee-shes-wa, A Fox Chief」（福克斯酋長Kee-shes-wa），來自《History of the Indian Tribes of North America》（1836年-1844年，三卷）

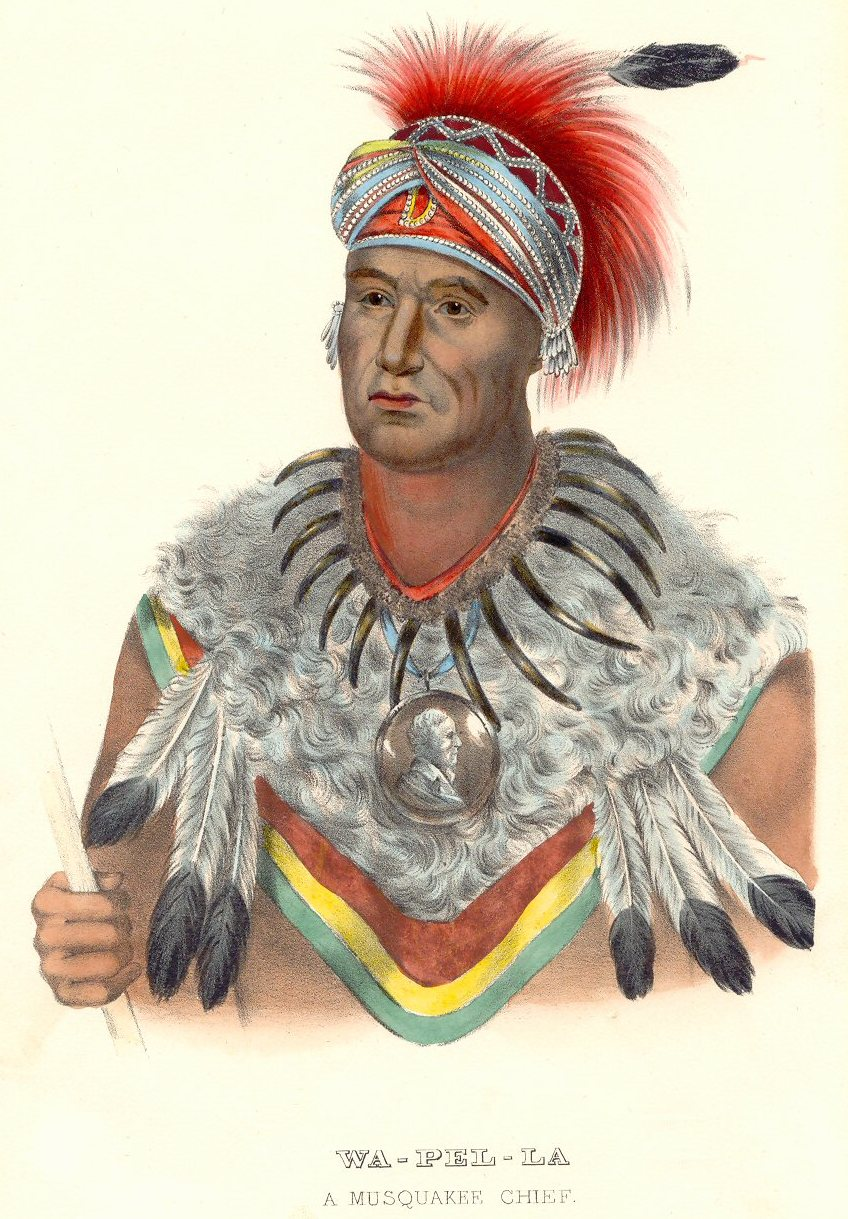
酋長Wapello：「Wa-pel-la the Prince, Musquakee Chief」（梅斯克瓦基酋長Wa-pel-la王子），來自《History of the Indian Tribes of North America》

梅斯克瓦基族（英語：Meskwaki）是一個美國原住民民族，西方社會慣稱其為福克斯人（英語：Fox Indian或Fox）。他們與同一語系的索克人密切相關。梅斯克瓦基族自稱Meshkwahkihaki，指“紅土”，與他們的創世傳說有關。他們最初來自五大湖地區，形成於聖勞倫斯河谷地區，即今日加拿大安大略省的地區。由於法國殖民者的壓力，他們遷移到五大湖南部，後來被美國組織為密歇根州、威斯康星州、伊利諾伊州和艾奧瓦州的地方。
梅斯克瓦基族在18世紀初與法國人及其美洲原住民盟友爆發了破壞性的戰爭，1730年的一次更重創了部落。19世紀，在美國進行的歐美殖民和定居逼使梅斯克瓦基族/福克斯人南遷和西遷到美國中西部的高草草原。1851年，愛荷華州立法機構通過了一項不尋常的法案，允許福克斯人在州內買地和居留。其他索克人和福克斯人被逼遷入印第安領地，在今日的堪薩斯州，俄克拉荷馬州和內布拉斯加州。在21世紀，兩個聯邦政府認可的“索克和福克斯人”部落都擁有保留地，其中一個有定居點。

## 詞源
他們的名稱源於他們的創世傳說。相傳他們的文化英雄Wisaka以紅泥造人。他們自稱為Meshkwahkihaki，即“紅土”。
“福克斯”之名則源於法國人的錯誤：聽說有一個部落是以“狐狸”自居，法國人就將這個原本是一個氏族的名稱套用到使用同一語言的整個民族，稱之為“les Renards。”之後英國人和用英語的美國人轉譯成“Fox。”自19世紀該稱呼同樣獲得美國官方使用。

### 民族植物學
歷史上梅斯克瓦基族使用異簷花作為部落儀式中的催吐劑，使一個人“不適整天”。他們在淨化和其他神聖儀式上吸食它。他們還塗抹美国紫菀並用它來恢復失去知覺的人。他們還使用玄參（Agastache scrophulariifolia），根部輸液用作利尿劑的，並且還使用植物頭的化合物用作藥物。他們生吃莢迷花的果實，或把它煮熟為果醬。他們把硬葉一枝黃花的花製成乳液，並將它們用於蜂蜇和腫脹的面部。

## 歷史

梅斯克瓦基族在蒙特利爾大和平上的狐狸簽名。

梅斯克瓦基族起源於史前疏林時代文化區的阿爾岡昆人。梅斯克瓦基語是一個由梅斯克瓦基族、索克人和奇克布族使用的方言，屬於阿爾岡昆語族。阿爾岡昆語族是個廣泛的群體，包括大西洋沿岸和五大湖周圍的許多部落。
梅斯克瓦基族和索克人是兩個不同的部落群。雙方的語言和文化聯繫使兩者經常存在歷史聯繫。在美國政府的承認條款下，兩者都會被視為同一政治單位，儘管他們有不同身份認同。

### 大湖區
歷史上，梅斯克瓦基族居住在聖勞倫斯河沿岸，在現今的安大略省，安大略湖東北部。他們或有將近10,000人口，但是與有著法國兵器援助的休倫族之間的連年征戰，以及歐洲人新帶來的傳染病的肆瘧下，他們的人口不斷削減。因此，他們向西遷移，首先遷移到今天的密歇根州東部，位於薩那諾灣和休倫湖以西的底特律之間。後來他們進一步西遷到現在的威斯康星州。
梅斯克瓦基族獲得了威斯康星州東部和中部的福克斯河水系的控制。這條河對於殖民地新法蘭西在北美洲內陸的皮草貿易至關重要，經過法屬加拿大北部，密西西比河以及墨西哥灣的法國港口。作為福克斯-威斯康星水道的一部分，福克斯河允許了從密歇根湖和其他五大湖經格林灣去到密西西比河水系的航行。
在1698年首次與歐洲人的接觸中，法國估計梅斯克瓦基族的人口約為6,500。到1712年，梅斯克瓦基族的人口已降至3,500。

#### 福克斯戰爭
為了保衛自己的土地，梅斯克瓦基族與法國在福克斯戰爭打了近三十年的仗（1701年–1742年）。梅斯克瓦基人對法國入侵的抵禦非常有效。法國國王簽署了一項法令，要求徹底消滅梅斯克瓦基族，這是法國歷史上唯一此類的法令。
與法國人的第一次福克斯戰爭從1712年延續到1714年。這場第一場福克斯戰爭純粹是經濟性的，因為法國希望有權使用河流系統通過密西西比河。1728年第二次福克斯戰爭後，梅斯克瓦基族人口降至1500人。他們向索克人尋求庇護，但是法國的戰爭被帶到了那個部落。在第二次福克斯戰爭中，法國加強向部落施壓，以獲得福克斯和沃爾夫河的通道。九百名福克斯人：300名戰士和其他主要是婦孺的人，嘗試在伊利諾伊州之中突圍並聯絡東方的英國和易洛魁聯盟，但是法國和數百名美國原住民盟友的聯合軍隊的人數遠遠超過他們。1730年9月9日，大多數福克斯戰士陣亡；許多婦孺被俘虜為印第安奴隸或被法國盟軍殺害。

### 中西部
1735年索克人和梅斯克瓦基族結盟對抗法國盟軍。其後裔遍布威斯康星州南部，沿著現今的伊利諾伊州 - 愛荷華州邊界。在1829年，美國政府估計梅斯克瓦基族有1,500人而索克人有5,500人。這兩個民族從威斯康星州南遷到愛荷華州、伊利諾伊州和密蘇里州。梅斯克瓦基族在遠至伊利諾伊州派克縣的地方都有分佈。

#### 堪薩斯州和俄克拉荷馬州
梅斯克瓦基族和索克人因為對土地極其饑渴的美國移居者而被迫遷移。總統安德魯·傑克森簽署了1830年國會通過的印第安人遷移法案，授權美國把東部的美洲原住民趕到密西西比河以西。法案主要針對美國東南部的文明化五部族，但它也被用於位於當時被稱為西北地區的部落，即密西西比河以東和俄亥俄河以北的地區。
部分梅斯克瓦基人在黑鷹戰爭中參與了索克人一方，就著伊利諾伊州的家園。在1832年黑鷹戰爭後，為締約需要，美國正式把兩個民族統合為一個叫“薩克與福克斯族聯盟”的團體。美國說服索克人和梅斯克瓦基人在1842年10月的條約中出售他們在愛荷華州的所有土地。他們於1843年遷往臨時線（紅岩線）以西的土地。他們要經過“龍騎兵之路”，遷入堪薩斯州中東部的保留地。達科他蘇族稱呼這些遷到密西西比河以西的梅斯克瓦基人“失落的民族”，因為他們被迫離開他們的家園。有些梅斯克瓦基人仍然躲藏在愛荷華州，與其他人在幾年內返回。不久之後，美國政府強迫薩克人遷入屬於現今俄克拉荷馬州的印第安領地的保留地。

#### 艾奧瓦州
在1851年，艾奧瓦州史無前例地通過了一項法案，使梅斯克瓦基族能購買當地土地，即使他們早已居住當地並留在州內。美國印第安人一般不被允許這樣做，因為美國政府已經說明，部落裏的印第安人在法律上不是美國公民。只有公民能購買土地。
1857年，梅斯克瓦基族在泰馬縣購買了第一塊80英畝（320,000平方米）的土地；“泰馬”是以19世紀初的梅斯克瓦基酋長Taimah命名。後來有許多梅斯克瓦基人遷到泰馬縣附近的梅斯克瓦基定居點。
美國政府試圖通過扣除條約賦予的年金來迫使部落回到堪薩斯州的保留地。十年後，1867年，美國才開始向艾奧瓦州的梅斯克瓦基族給予年金。他們承認這個部落為“密西西比州、艾奧瓦州的薩克與福克斯族部落”。它的法律地位並不清晰。該部落獲得了正式的聯邦承認，並獲得印第安事務局的資格。它也與艾奧瓦州保持著持續的關係，因為部落對由州長託管的土地的私人所有權。
在接下來的30年裡，梅斯克瓦基族幾乎被聯邦政府和國家政策所忽視，這大致上使他們受益。隨後，他們比起僅限於受聯邦當局監管的印第安保留地的部落生活得更加獨立。為了解決這個司法管轄權的模糊問題，艾奧瓦州於1896年將所有管轄權交給了聯邦政府。

### 20世紀
到了1910年，薩克族和梅斯克瓦基族總共只有大約1000人。在20世紀，他們開始恢復他們的文化。到了2000年，他們的人數增加到近4000人。在第二次世界大戰中，梅斯克瓦基族的男子入伍了美國陸軍。他們多數是擔任密碼員，還有納瓦霍人和其他一些使用不常見語言的人。梅斯克瓦基族的男子利用他們的語言使盟軍通信保密，以對抗北非的德國人。有二十七名梅斯克瓦基族男子，即是當時艾奧瓦州梅斯克瓦基族人口的16％，於1941年1月在美國軍隊中一起入伍。
泰馬縣的現代梅斯克瓦基族定居點設有賭場、部落學校、部落法院和部落警察，還有一個公共事務部門。

## 當代部落
今天，三個聯邦政府認可的索克和福克斯部落是：
- 薩克與福克斯族部落國（英语：Sac and Fox Nation），首府為俄克拉荷馬州斯特勞德（英语：Stroud, Oklahoma）
- 密西西比州、艾奧瓦州的薩克與福克斯族部落（英语：Sac and Fox Tribe of the Mississippi in Iowa），首府為艾奧瓦州泰馬縣
- 密蘇里州、堪薩斯州、內布拉斯加州的薩克與福克斯族部落（英语：Sac and Fox Nation of Missouri in Kansas and Nebraska），首府為堪薩斯州里瑟夫[12]

## 延伸閱讀
- Brown, Richard Frank.  (MS论文). Iowa State University. 1964  [February 14, 2013]. （原始内容存档于2021-06-30）.
- Buffalo, Jonathan 1993 Introduction to Mesquaki History, Parts I-III. The Legend:p. 11, 4.6, 6–7.
- Daubenmier, Judith M. 2008 The Meskwaki and Anthropologists. University of Nebraska Press, Lincoln.
- Edmunds, R. David, and Joseph L. Peyser 1993  The Fox Wars: The Mesquakie Challenge to New France. University of Oklahoma Press, Norman, Oklahoma.no
- Green, Michael D. 1977  Mesquakie Separatism in the Mid 19th Century. Center for the History of the American Indian, The Newberry Library Chicago, Chicago.
- Green, Michael D. 1983 "We Dance in Opposite Directions": Mesquakie (Fox) Separatism from the Sac and Fox Tribe. Ethnohistory 30(3):129–140.
- Gussow, Zachary 1974  Sac, Fox, and Iowa Indians I. American Indian Ethnohistory: North Central and Northeastern Indians American Indian Ethnohistory: North Central and Northeastern Indians. Garland Publishing, New York.
- Leinicke, Will 1981 The Sauk and Fox Indians in Illinois. Historic Illinois 3(5):1–6.
- Michelson, Truman 1927, 1930  Contributions to Fox Ethnology. Bureau of American Ethnology Bulletins 85, 95. Smithsonian Institution, Washington, D.C.
- Peattie, Lisa Redfield 1950  Being a Mesquakie Indian. University of Chicago, Chicago.
- Rebok, Horace M. 1900  The Last of the Mus-Qua-Kies and the Indian Congress 1898. W.R. Funk, Dayton, Ohio.
- Smith, Huron H. 1925 The Red Earth Indians. In Yearbook of the Public Museum of the City of Milwaukee, 1923, Vol. 3, edited by S. A. Barrett, pp. 27–38. Board of Trustees, The Milwaukee Public Museum, Milwaukee, Wisconsin.
- Smith, Huron H.  1928 Ethnobotany of the Meskwaki Indians. Bulletin of the Public Museum of the City of Milwaukee 4(2):175–326.
- Stout, David B., Erminie Wheeler-Voegelin, and Emily J. Blasingham 1974  Sac, Fox, and Iowa Indians II: Indians of E. Missouri, W. Illinois, and S. Wisconsin From the Proto-Historic Period to 1804. American Indian Ethnohistory. Garland Publishing, New York.
- Stucki, Larry R. 1967 Anthropologists and Indians: A New Look at the Fox Project. Plains Anthropologist 12:300–317.
- Torrence, Gaylord, and Robert Hobbs 1989  Art of the Red Earth People: The Mesquakie of Iowa. University of Iowa Museum of Art, Iowa City.
- VanStone, James W. 1998  Mesquakie (Fox) Material Culture: The William Jones and Frederick Starr Collections. Field Museum of Natural History, Chicago.
- Ward, Duren J. H. 1906 Meskwakia. Iowa Journal of History and Politics 4:178–219.

## 外部連結
- The 1730 Mesquakie Fort
- Official Site of the Sac and Fox Tribe of the Mississippi in Iowa/Meskwaki Nation - the Meskwaki （页面存档备份，存于）
- Official Site of the Sac and Fox Nation (of Oklahoma) - the Thakiwaki or Sa ki wa ki （页面存档备份，存于）
- Official Site of the Sac and Fox Nation of Missouri in Kansas and Nebraska - the Ne ma ha ha ki （页面存档备份，存于）
- "Estimating the Location of the Red Rock Treaty Line in Iowa" （页面存档备份，存于） (Historical summary and effort to locate original position)
- "Visitors Guide to Pike County Illinois" (Mentions presence of Sauk Fox Tribes in Pike County Illinois)